# Marie-Julie Jahenny
Marie-Julie Jahenny (Coyault, 12 de fevereiro 1850 – La Fraudais, 4 de março 1941) foi uma mulher bretã considerada por muitos como sendo mística e estigmata.